# Second Division 1924-1925
La Second Division 1924-1925 fu il ventinovesimo campionato avente questa dicitura, e vide la vittoria del Leicester City.

## Squadre partecipanti
- Barnsley
- Blackpool
- Bradford City
- Chelsea
- Clapton Orient
- Coventry City
- Crystal Palace
- Derby County
- Fulham
- Hull City
- Leicester City

- Manchester Utd
- Middlesbrough
- Oldham Athletic
- Portsmouth
- Port Vale
- Southampton
- South Shields
- Stockport County
- Stoke City
- Sheffield Weds
- Wolverhampton

## Classifica finale
|  | Pos. | Squadra          | Pt | G  | V  | N  | P  | GF | GS | MED   |
|  | ---- | ---------------- | -- | -- | -- | -- | -- | -- | -- | ----- |
|  | 1.   | Leicester City   | 59 | 42 | 24 | 11 | 7  | 90 | 32 | 2,813 |
|  | 2.   | Manchester Utd   | 57 | 42 | 23 | 11 | 8  | 57 | 23 | 2,478 |
|  | 3.   | Derby County     | 55 | 42 | 22 | 11 | 9  | 71 | 36 | 1,972 |
|  | 4.   | Portsmouth       | 48 | 42 | 15 | 18 | 9  | 58 | 50 | 1,160 |
|  | 5.   | Chelsea          | 47 | 42 | 16 | 15 | 11 | 51 | 37 | 1,378 |
|  | 6.   | Wolverhampton    | 46 | 42 | 20 | 6  | 16 | 55 | 51 | 1,078 |
|  | 7.   | Southampton      | 44 | 42 | 13 | 18 | 11 | 40 | 36 | 1,111 |
|  | 8.   | Port Vale        | 42 | 42 | 17 | 8  | 17 | 48 | 56 | 0,857 |
|  | 9.   | South Shields    | 41 | 42 | 12 | 17 | 13 | 42 | 38 | 1,105 |
|  | 10.  | Hull City        | 41 | 42 | 15 | 11 | 16 | 50 | 49 | 1,020 |
|  | 11.  | Clapton Orient   | 40 | 42 | 14 | 12 | 16 | 42 | 42 | 1,000 |
|  | 12.  | Fulham           | 40 | 42 | 15 | 10 | 17 | 41 | 56 | 0,732 |
|  | 13.  | Middlesbrough    | 39 | 42 | 10 | 19 | 13 | 36 | 44 | 0,818 |
|  | 14.  | Sheffield Weds   | 38 | 42 | 15 | 8  | 19 | 50 | 56 | 0,893 |
|  | 15.  | Barnsley         | 38 | 42 | 13 | 12 | 17 | 46 | 59 | 0,780 |
|  | 16.  | Bradford City    | 38 | 42 | 13 | 12 | 17 | 37 | 50 | 0,740 |
|  | 17.  | Blackpool        | 37 | 42 | 14 | 9  | 19 | 65 | 61 | 1,066 |
|  | 18.  | Oldham Athletic  | 37 | 42 | 13 | 11 | 18 | 35 | 51 | 0,686 |
|  | 19.  | Stockport County | 37 | 42 | 13 | 11 | 18 | 37 | 57 | 0,649 |
|  | 20.  | Stoke City       | 35 | 42 | 12 | 11 | 19 | 34 | 46 | 0,739 |
|  | 21.  | Crystal Palace   | 34 | 42 | 12 | 10 | 20 | 38 | 54 | 0,704 |
|  | 22.  | Coventry City    | 31 | 42 | 11 | 9  | 22 | 45 | 84 | 0,536 |

| Legenda:                                               | Note:                                                   |
| ------------------------------------------------------ | ------------------------------------------------------- |
| Promosse in First Division 1925-1926                   | Due punti a vittoria, uno a pareggio, zero a sconfitta. |
| Rinunciano al campionato di Second Division            |                                                         |
| e sono sostituite con il Darlington e lo Swansea City. |                                                         |

### Verdetti
- Leicester City e Manchester United e  promosse in First Division 1925-1926.
- Crystal Palace e  Coventry City retrocesse in Third Division North/South 1925-1926.

## Record
- Maggior numero di vittorie:  Leicester City (24)
- Minor numero di sconfitte:  Leicester City (7)
- Migliore attacco:  Leicester City (90 gol segnati)
- Miglior difesa:  Manchester Utd (23 gol subiti)
- Miglior media reti:  Leicester City (2,813)
- Maggior numero di pareggi:  Middlesbrough (19)
- Minor numero di pareggi:  Wolverhampton (6)
- Maggior numero di sconfitte:  Coventry City (22)
- Minor numero di vittorie:  Middlesbrough (10)
- Peggior attacco:  Stoke City (34 gol segnati)
- Peggior difesa:  Coventry City (84 gol subiti)
- Peggior media goal:  Coventry City (0,536)